# Tracking error
En la gestión de carteras de inversión, el tracking error es una medida de la diferencia de rentabilidad entre una determinada cartera o fondo y su índice de referencia o benchmark. Muestra la volatilidad de la diferencia de rentabilidad. Es también una medida de la probabilidad de que una cartera se separe de la referencia.
En los fondos de gestión pasiva muestra en qué grado se ha replicado la rentabilidad del índice de referencia y es útil para medir el comportamiento de los fondos. En los fondos de gestión activa el tracking error mide la capacidad del gestor para obtener un plus de rentabilidad sobre el mercado a batir. En la gestión pasiva, es una medida de la calidad de la gestión de los fondos al medir en qué grado un gestor se ha separado del índice de referencia que debía replicar, por tanto deben tener un menor tracking error.
De acuerdo con la teoría de los mercados eficientes, los precios de los títulos reflejarían toda la información disponible, por lo que, bajo esta hipótesis, no sería posible mejorar la rentabilidad de una cartera mediante la selección de valores, ya que no existirían títulos infravalorados ni sobrevalorados y la diferencia de comportamiento sería casual y no tendría sentido llevar a cabo una gestión activa, ya que ello implicaría una pérdida de tiempo y recursos en una labor de análisis que no aportaría valor.